# A-Rosa Donna
Die A-Rosa Donna (registrierter Schiffsname: A’Rosa Donna) ist ein 2001/2002 gebautes Flusskreuzfahrtschiff der A-Rosa Flussschiff in Rostock. Das Schiff wird seit der offiziellen Indienststellung im Mai 2002 für Flusskreuzfahrten auf der gesamten schiffbaren Donau eingesetzt. Neben ihr werden von der Reederei in diesem Gebiet die baugleichen Schwesterschiffe A-Rosa Bella, A-Rosa Mia und A-Rosa Riva eingesetzt.

## Geschichte

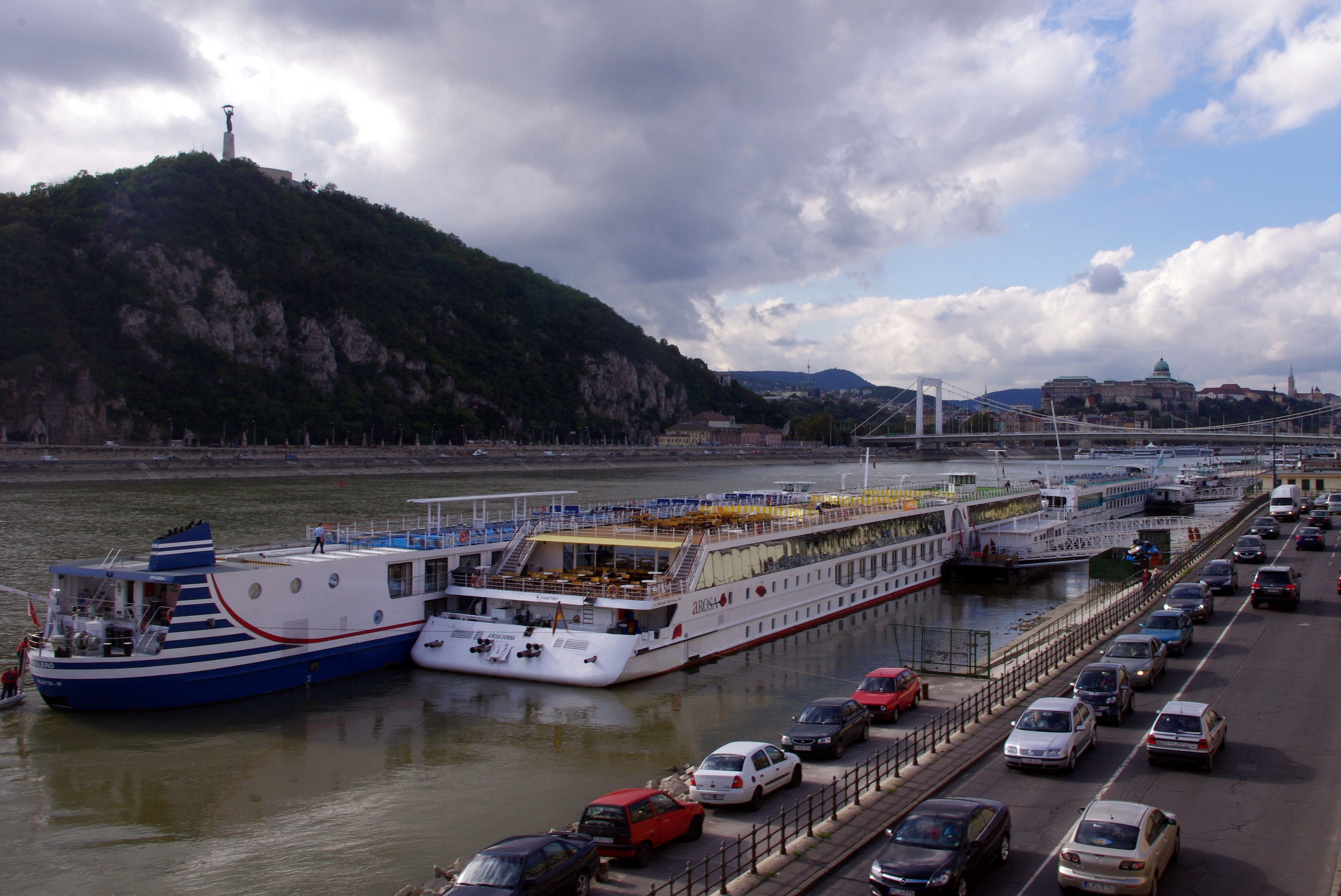
Mit anderen Kreuzfahrtschiffen in Budapest.

Das gemeinsam von der Deutschen Seereederei (DSR) und der britischen Reederei P&O als Joint Venture geführte Unternehmen Seetours entschloss sich 2001 dazu, unter Markennamen A'Rosa neben Hochseekreuzfahrten mit dem reedereieigenen Schiff A'Rosa Blu auch Flusskreuzfahrten auf der Donau anzubieten. Für diesen Zweck bestellte das Unternehmen bei der Neptun Werft in Rostock-Warnemünde zwei neue Kabinenfahrgastschiffe. Die Werft hatte 2001 ihre Produktion infolge von EU-Beschränkungen für den Schiffsneubau auf Binnenschiffe umgestellt. Die beiden fertiggestellten Schiffe  A'Rosa Bella und A'Rosa Donna wurden im März 2002 an die Reederei übergeben. Aufgrund der Breite von 14,40 m war es nicht möglich die Schiffe über den üblichen Weg über den Nord-Ostsee-Kanal, Wattenmeer und Rhein zu überführen, denn der Main-Donau-Kanal ist nur für Schiffe bis zu einer Breite von 11,40 m passierbar. Deshalb wurden die beiden Schiffe auf Pontons verladen und im Schleppverbund über das Schwarzmeer zur Donaumündung nach Konstanza transportiert. Dort wurden sie abgeladen und fuhren mit eigener Kraft über den Donau-Schwarzmeer-Kanal bis Oltenita. Insgesamt dauerte die Überführung 22 Tage. 
Am 10. Mai 2002 ging das Schiff auf Jungfernreise die vom Donaudelta bis nach Passau führte. Sie folgte ihrem Schwesterschiff A'Rosa Bella, die einen Tag vorher auf der gleichen Route eingesetzt wurde. 2003 wurde das Joint Venture mit der P&Q aufgelöst. Die Flusskreuzfahrtmarke A-Rosa wurde mit den drei bis zu diesem Zeitpunkt ausgelieferten  Schiffen in das DSR-Tochterunternehmen Arkona eingegliedert. Nach einem Management-Buy-Out im Jahr 2009 wurde der Besitz der gesamten Flotte an die neugegründete eigenständige A-Rosa Flussschiff GmbH übertragen.

## Ausstattung
Die A-Rosa Donna ist ein Dreideck-Kabinenschiff der 4-Sterne-Kategorie mit 100 Doppelkabinen mit einer Fläche von 14,5 bis 16,5 m². Die Kabinen sind klimatisiert und sind jeweils mit einer Dusche, einem Doppelbett, Safe und Flachbildfernsehern ausgestattet. Die 48 Einheiten auf dem Mitteldeck verfügen über einen französischen Balkon. Hinter vier Doppelkabinen im Bugbereich des Unterdecks befinden sich 42 Kabinen, die mit einem zusätzlichen Sofabett ausgestattet sind. Die beiden unteren Decks sind als reine Ruhebereiche für die Passagiere und Mannschaft ausgelegt. Die Mannschaftskabinen liegen jeweils im durch die Maschinengeräusche beeinträchtigten hinteren Bereich der beiden Decks. 
Bugseitig wurde auf dem Oberdeck eine rundumverglaste Lounge mit Bar und Bühne eingerichtet. Dahinter liegt der Fitness- und Wellness-Bereich mit Massagemöglichkeit, einem Fitnessraum und zwei Saunas. Im Eingangsbereich in der Schiffsmitte wurden neben der Rezeption ein Bordshop eingerichtet. Diesem Bereich schließen sich backbord sechs Fahrgastkabinen an, steuerbord gegenüber liegt eine Café-Bar. Hinter einer weiteren kleinen Lounge liegt das Restaurant in dessen Mitte der Buffetbereich und die Küche eingerichtet wurden. Das Restaurant verfügt über ein offenes Achterdeck. Auf dem Freideck stehen den Fahrgästen hinter dem Steuerhaus ein Swimmingpool und Liegestühle zur Verfügung. Dahinter wurden ein Putting Green, ein Shuffleboard und ein Schachfeld angelegt. Der hintere Teil des Decks ist mit einer Grillstation, sowie Tischen und Stühlen ausgestattet. Teile des Freidecks können mit Sonnensegeln abgedeckt werden.

## Technik
Die A'Rosa Donna  wird von zwei Dieselmotoren MTU 16V 2000 M60 über zwei um 360 Grad drehbare Schottel-Twinpropeller STP 550 angetrieben, zusätzlich verfügt das Schiff zur besseren Manövrierung über eine Bugstrahlanlage vom Typ Pump Jet-SPJ 57 von Schottel, die mit einem 220 kW starken Dieselmotor angetrieben wird. Die Versorgung des elektrischen Bordnetzes wird durch drei Dieselgeneratoren D2842 von MAN mit je 380 kW und von einem Notstromaggregat von Deutz mit 37 kW sichergestellt.
Das Schiff ist 124,50 m lang und 14,40 m breit. Der Tiefgang wird mit 1,47 m bis maximal 1,87 m angegeben, die Höhe über Wasser mit 6,96 m. Durch Absenken von Steuerhaus, sowie Umlegen von Geländern und Sonnensegel kann die Höhe für Fahrten bei höheren Wasserständen verringert werden.

## Fahrgebiet
Die vier Schiffe der Donau-Flotte verkehren auf 17 verschiedenen Routen. Westlichstes angefahrenes Ziel ist Passau, östlichstes ist Vilkovo am Donaudelta in der Ukraine. Instandhaltungs- und Wartungsarbeiten werden in Linz durchgeführt. Ihren Heimathafen in Rostock erreichen die Schiffe seit der Werftübergabe nicht mehr.